# Susan Fleetwood
Susan Maureen Fleetwood (Saint Andrews, 21 settembre 1944 – Salisbury, 29 settembre 1995) è stata un'attrice britannica.

## Biografia
Susan Fleetwood nacque a Saint Andrews, in Scozia, figlia secondogenita di Bridget Maureen Brereton e di John Joseph Kells Fleetwood, e sorella maggiore di Mick Fleetwood. Il padre era un ufficiale della RAF e la famiglia Fleetwood trascorse in Egitto gli anni della crisi di Suez, prima di trasferirsi in Normandia alla fine degli anni cinquanta. Nel 1960 ottenne una borsa di studio per la Royal Academy of Dramatic Art.
Terminati gli studi, l'attrice si unì alla Royal Shakespeare Company, con cui recitò a Stratford-upon-Avon a partire dal 1967. Nel 1968 ottenne grandi plausi per le sue interpretazioni dei ruoli di Regan e Cressida in Re Lear e Troilo e Cressida. Rimase con la RSC fino al 1976, quando Peter Hall la invitò ad unirsi alla compagnia del National Theatre, dove la Fleetwood ampliò il proprio repertorio con classici moderni e contemporanei, oltre ad interpretare Ofelia accanto all'Amleto di Albert Finney in una performance che le valse una nomination al Laurence Olivier Award alla miglior attrice. Nel corso della sua carriera ottenne altre due candidature al prestigioso premio teatrale: alla miglior attrice nel 1977 per The Plough and the Stars e alla miglior attrice non protagonista per The Woman nel 1978. Nei primi anni ottanta tornò a recitare con la RSC e ottenne recensioni molto positive per la sua interpretazione in Come vi piace, venendo definita "la migliore Rosalind della sua generazione".
A metà degli anni ottanta le fu diagnosticato un cancro alle ovaie che, dopo una lunga malattia, la portò alla morte all'età di cinquantun anni nel 1995.

## Filmografia parziale
- Scontro di titani (Clash of the Titans), regia di Desmond Davis (1981)
- Calore e polvere (Heat and Dust), regia di James Ivory (1983)
- Piramide di paura (Young Sherlock Holmes), regia di Barry Levinson (1985)
- Sacrificio (Offret), regia di Andrej Tarkovskij (1986)
- Misfatto bianco (White Mischief), regia di Michael Radford (1987)
- La casa al nº 13 in Horror Street (Dream Demon), regia di Harley Cokliss (1988)
- The Krays - I corvi (The Krays), regia di Peter Medak (1990)
- Persuasione (Persuasion), regia di Roger Michell (1995)

## Teatro
- Re Lear, di William Shakespeare. Royal Shakespeare Theatre di Stratford-upon-Avon (1968)
- Come vi piace, di William Shakespeare. Royal Shakespeare Theatre di Stratford-upon-Avon (1968)
- Troilo e Cressida, di William Shakespeare. Royal Shakespeare Theatre di Stratford-upon-Avon (1968)
- Molto rumore per nulla, di William Shakespeare. Royal Shakespeare Theatre di Stratford-upon-Avon (1968)
- Pericle, principe di Tiro, di William Shakespeare. Royal Shakespeare Theatre di Stratford-upon-Avon (1969)
- Donne attente alle donne, di Thomas Middleton. Royal Shakespeare Theatre di Stratford-upon-Avon (1969)
- I due gentiluomini di Verona, di William Shakespeare. Tournée britannica (1969)
- Amleto, di William Shakespeare. Tournée britannica e Cambridge Theatre di Londra (1971)
- Il mercante di Venezia, di William Shakespeare. Tournée britannica, Aldwych Theatre di Londra (1972)
- Assassinio nella cattedrale, di T. S. Eliot. Aldwych Theatre di Londra (1972)
- Pene d'amor perdute, di William Shakespeare. Royal Shakespeare Theatre di Stratford-upon-Avon (1973)
- La bisbetica domata, di William Shakespeare. Royal Shakespeare Theatre di Stratford-upon-Avon (1973), Aldwych Theatre di Londra (1975)
- Cimbelino, di William Shakespeare. Royal Shakespeare Theatre di Stratford-upon-Avon, Aldwych Theatre di Londra (1974)
- Amleto, di William Shakespeare. National Theatre di Londra (1975)
- Tamerlano il Grande, di Christopher Marlowe. National Theatre di Londra (1976)
- L'aratro e le stelle, di Brian Friel. National Theatre di Londra (1977)
- Il giardino dei ciliegi, di Anton Čechov. National Theatre di Londra (1978)
- Come vi piace, di William Shakespeare. Royal Shakespeare Theatre di Stratford-upon-Avon (1980), Aldwych Theatre di Londra (1981)
- Girotondo, di Arthur Schnitzler. Aldwych Theatre di Londra (1982)
- Sogno di una notte di mezza estate, di William Shakespeare. National Theatre di Londra (1983)
- Il padre, di August Strindberg. National Theatre di Londra (1989)
- Molto rumore per nulla, di William Shakespeare. Royal Shakespeare Theatre di Stratford-upon-Avon, Barbican Centre di Londra (1990)
- Il gabbiano, di Anton Čechov. Swan Theatre di Stratford-upon-Avon (1990), Barbican Centre di Londra (1991)

## Doppiatrici italiane
- Anna Rita Pasanisi in Scontro di titani
- Maria Pia Di Meo in Sacrificio
- Noemi Gifuni in Misfatto bianco

Da doppiatrice è sostituita da:
- Paola Mannoni in Shakespeare - I capolavori animati